# Hans Evers
Hans Evers (Haarlem, 1924 – Amsterdam, 12 december 1991) was voorzitter van de Nederlandse Zionistenbond, afdeling Amsterdam.

## Biografie
Evers was een zoon van journalist J.C. Evers en Henriette Bosman.
Hans Evers was tot zijn dood in 1991 woonachtig in Amsterdam, sinds 1957 in Slotervaart. Gedurende zijn leven nam hij een centrale en actieve plaats in in de Joodse Gemeente van Amsterdam, en was onder andere voorzitter van de afdeling Amsterdam van de Nederlandse Zionistenbond, voorzitter van de Raad van de Joodse Gemeente en fungeerde als leider van de synagoge van Amsterdam West. Hij was een beroemd expert, gespecialiseerd in de taxatie van antieke kunst. Hij fungeerde jaren als voorzitter van het Europese orgaan van Experts.

## Persoonlijk
In 1950 trouwde hij met Bloeme Emden en zij kregen zes kinderen, onder wie Raphael.
Zijn broer Lou Evers was leraar Frans, schooldirecteur en auteur van boeken over het Jodendom.